# 도리야마 기이치
도리야마 기이치(일본어: 鳥山 喜一, 1887년 7월 17일~1959년 2월 19일)는 일본의 역사가이다. 주 연구 분야는 동양사, 발해사이다.

## 저서
- 《발해사고》(渤海史考, 1915년)
- 《도쿄성》(東京城, 1935년년)
- 《동양사관》(東洋史観, 1941년)
- 《만조문화사관》(満鮮文化史観, 1943년)
- 《황하의 물 : 지나 소사》(黄河の水 : 支那小史, 1949)
- 《잃어버린 왕국 - 발해국 소사》(失はれたゐ王國 -渤海國小史- , 1949년)
- 《발해사상의 여러 문제》(渤海史上の諸問題, 1968년)